# Enrico Reposi
Enrico Reposi (Alessandria, 21 marzo 1913 – Alessandria, 22 ottobre 1959) è stato un giornalista, scrittore e poeta italiano.

Un giovane Enrico Reposi (a sinistra) con Giuseppe Cornara al centro, giocatore dell'Alessandria (e poi allenatore) dell'Alessandria ed un amico

Da sinistra: Da Silva, Cesarino Fissore, Pedroni ed Enrico Reposi in piazza della Libertà - Alessandria. Festeggiamenti della partita giocata a Milano, sul Campo di San Siro il 23 giugno 1957. Spareggio per il 2º posto tra i “Grigi” dell'Alessandria e il Brescia, conclusosi per 2 - 1 in favore dell'Alessandria con reti di Tinazzi e Castaldo (quest'ultima rete nei tempi supplementari). Rete del momentaneo pareggio di Nova per il Brescia. I Grigi, in serata, sono stati ricevuti dal Sindaco, in Comune, con una piazza della Libertà gremita di folla osannante.

Enrico Reposi fu in particolare un giornalista sportivo. Laureato in Economia e commercio collaborò con le più importanti testate giornalistiche sportive della prima metà del Novecento, fino al 1959, anno della sua morte. Scrisse articoli sportivi con grande capacità comunicativa per le testate giornalistiche Stadio, Tuttosport, Gazzetta del Sud, Mezzogiorno Sportivo, Italsport. Notevole e significativa fu - negli anni quaranta/cinquanta - per la sua formazione giornalistica l'amicizia con Nino Nutrizio, direttore del giornale La Notte. Il suo carattere gioviale ed ironico lo aiutò a scrivere anche servizi giornalistici dal taglio goliardico, in particolare come giornalista, di un genere dialettale di tradizione umoristico-satirico che affonda le radici nella poesia dialettale del Cinquecento. Tra i personaggi da lui creati figurano “Bartlamé Lansavègia” (di cui ha scritto molte rubriche in dialetto alessandrino - per diversi anni - sul giornale di Alessandria Il Piccolo) e una commedia, dallo stesso titolo, di cui esistono poche copie divulgate ad opera dell'Autore stesso. Collaborò attivamente con i giornali satirici Il Matterello e Il Pungolo di Gagliaudo e con il giornale locale Il Piccolo. Su queste testate scrisse le Lettere ad Enrico, parodia del romanzo Cuore di Edmondo De Amicis; sono gustosi scritti, spesso riguardanti gli avvenimenti di attualità cittadina, vergati sotto forma di paternalistiche corrispondenze al figlio, come appunto avviene sulle pagine del capolavoro deamicisiano. Oltre a numerosi componimenti in rima nel dialetto locale esiste una gustosa Storia di Gagliaudo. Molto importante risulta essere stata la collaborazione con il collega e giornalista Andrea Canestri, con il quale condivise l'attività nelle redazioni de Il Pungolo di Gagliaudo e de Il Piccolo. A distanza di anni risulta difficile l'attribuzione certa della paternità di rubriche dialettali come Burina e Michina o Tony Fiss, non essendo state firmate ogni volta dal relativo autore. Sono di certa attribuzione i servizi e le rubriche a firma “Enrico”, “Ricu”, “Ukri” e altri, in cui la firma fa riferimento al nome dell'Autore o ad anagrammi (es. Ocirne) più o meno precisi.
La sua breve vita fu interessata dai grandi eventi della storia italiana che si dipanava durante la sua giovinezza. Lui, laureato, divenne tenente di Artiglieria avendo frequentato la Scuola Allievi Ufficiali di Moncalieri. Partecipò alla Campagna di Russia e un piccolo diario è la testimonianza di quella dura stagione. Dalle righe, scritte con bella grafia a matita, trapelano l'angoscia e l'incertezza di quei momenti ed un invidiabile ottimismo per infondere speranza in chi gli era vicino.

## Opere
- Enrico Reposi e AA.VV., Pungolo di Gagliaudo, Alessandria, 1932, 1933
- Enrico Reposi e AA.VV., Il Matterello, Alessandria, 1946
- Enrico Reposi e AA.VV., Il Piccolo, Alessandria, 1946-1959
- Enrico Reposi e AA.VV., Pungolo di Alessandria, Alessandria, 1954-'60